# I Liceum Ogólnokształcące im. Mikołaja Reja w Jędrzejowie
I Liceum Ogólnokształcące im. Mikołaja Reja w Jędrzejowie – jedna ze szkół średnich w Jędrzejowie, znajdująca się przy ul. 11 Listopada 37 i będąca równocześnie najstarszą szkołą średnią umiejscowioną w obrębie miejscowości o nazwie Jędrzejów.

## Teren szkoły
Konstrukcja budowlana zawierająca w swoim wnętrzu instytucję państwową o oficjalnej nazwie brzmiącej I Liceum Ogólnokształcące imienia Mikołaja Reja w Jędrzejowie funkcjonuje w rzeczywistości opodal centrum miasta przy jednej z jego najdłuższych ulic prowadzących na obszar placu Tadeusza Kościuszki stanowiącego jego faktyczne centrum, opodal skrzyżowania ulicy 11 Listopada z ulicą Krótką. Na budynek owej placówki szkolnej składają się stara część charakteryzująca się posiadaniem czterech kondygnacji, mieszcząca w sobie administrację szkoły i klasopracownie, oraz nowy fragment zawierający m.in. bibliotekę szkolną i Szkolne Centrum Informacji, a także pracownie komputerowe. W dobudowanej od strony wschodniej części umiejscowiona jest z kolei hala sportowa z zapleczem.
Powierzchnia użytkowa całości budynku wynosi 7507,32 m². W jej skład wchodzi 110 pomieszczeń, w tym 35 sal dydaktycznych. Powierzchnia, na której ulokowane jest to liceum, stanowi obszar około jednego hektara i tworzą ją także tereny zielone. Przy budynku szkoły usytuowany jest parking przeznaczony dla jej pracowników.

## Historia

### XIX wiek
Historia I Liceum Ogólnokształcącego im. Mikołaja Reja w Jędrzejowie sięga 1808 roku, kiedy to cystersi obecni na terenie dzisiejszego Jędrzejowa założyli Szkołę Podwydziałową o profilu ogólnokształcącym stanowiącą zalążek placówki szkolnej o podanej wyżej nazwie. Istniała do 1822 roku, w którym została ona rozwiązana na skutek dokonania przez cara Aleksandra I likwidacji jędrzejowskiego opactwa cysterskiego pełniącego funkcję jej założyciela.

### XX wiek
W 1905 roku Polska Macierz Szkolna utworzyła szkołę średnią noszącą nazwę Gimnazjum, która funkcjonowała jedynie przez dwa lata. 7 lat później, a mianowicie w 1912 roku, Antoni Mroczek założył Progimnazjum Męskie, które po dwóch latach działania wstrzymało prowadzenie swojej działalności z uwagi na występowanie komplikacji lokalowych. W czasie trwania 1913 roku Leokadia Domagalska stała się twórczynią Progimnazjum Żeńskiego, które przetrwało do 1920 roku. W 1915 roku powstało prywatne czteroklasowe Gimnazjum Męskie, po czym 12 lat później zostało poddane przeobrażeniu w ośmioklasowe Gimnazjum Koedukacyjne, nad którym nadzór sprawował Wydział Powiatowy. W okresie od 1925 do 1928 trwał proces budowy gmachu Gimnazjum Ogólnokształcącego. Kilka lat później, tj. w 1932, owo gimnazjum przekształcono w szkołę typu dwustopniowego złożoną z Gimnazjum, w którym czas trwania edukacji wynosił cztery lata, a na koniec nauki przystępowało się do tzw. „małej matury” oraz dwuletniego Liceum z tzw. „dużą maturą”. W 1938 roku dyrektorem rzeczonej szkoły został Antoni Artymiak. W dniu zainicjowania przez III Rzeszę niemiecką drugiego globalnego konfliktu zbrojnego doszło do uczynienia jej własnością państwa i zyskania nowej nazwy brzmiącej Państwowe Gimnazjum i Liceum w Jędrzejowie. Na początku II wojny światowej, tzn. we wrześniu 1939 roku, w efekcie przedostania się wojsk okupacyjnych do Jędrzejowa nastąpiło zawieszenie poprawnego funkcjonowania tej instytucji państwowej, w wyniku czego nauczyciele i uczniowie podjęli i zrealizowali decyzję o utworzeniu tajnych kompletów. Najbardziej zaangażowane w tajne nauczanie byli: J. Szartowska, J. Jakubkiewicz, E. Juszczyk, A. Artymiak, ks. St. Warzkala, Sz. Wróblewski, St. Polak, T. Konopiński, Z. Lisowski, J. Cheguła. W latach 1940–1945 świadectwo potwierdzające fakt zdania matury uzyskało tylko czterdziestu uczniów, lecz po odzyskaniu przez szkołę w 1945 roku możliwości prowadzenia legalnej działalności swoją chęć kontynuowania w niej kształcenia miało formalnie poświadczyć ponad 800 osób, które potem uczyły się w 19 oddziałach klasowych. 14 lutego 1945 roku w placówce odbyły się pierwsze od momentu wybuchu II wojny światowej oficjalne zajęcia lekcyjne. W trakcie następnego miesiąca tego samego roku kalendarzowego Kuratorium Oświaty w Kielcach dokonało udzielenia zezwolenia na otwarcie pozamiejscowego oddziału Gimnazjum i Liceum w Wodzisławiu-Brzeziu. 18 listopada 1945 roku doszło do poświęcenia sztandaru szkolnego ufundowanego przez Komitet Rodzicielski. Kilka miesięcy później, w czerwcu 1946 roku został przeprowadzony pierwszy od chwili zakończenia drugiego światowego konfliktu militarnego egzamin maturalny. 1 sierpnia 1947 roku znajdująca się poza obrębem Jędrzejowa filia szkoły w Wodzisławiu- Brzeziu przestała być zależna od szkoły w stolicy obecnego powiatu jędrzejowskiego i stała się osobną placówką szkolną. 1 września 1948 roku w ramach centralnej reformy oświaty zlikwidowano dwustopniową szkołę średnią obejmującą gimnazjum i liceum, a na jej miejsce wprowadzono jednolite czteroletnie liceum ogólnokształcące. W 1966 roku szkole nadano imię Mikołaja Reja, który zarazem stał się jej patronem. Na przełomie lat 1973/1974 w rzeczonym liceum ogólnokształcącym otwarto następujące profile: matematyczno-fizyczny, biologiczno-chemiczny, humanistyczny i ogólny. W latach siedemdziesiątych XX wieku miała miejsce rozbudowa obiektów szkolnych, podczas której powstały sala gimnastyczna charakteryzująca się posiadaniem dużych rozmiarów przestrzennych, biblioteka wraz z czytelnią i aulą. W 1987 roku dyrektorem tej instytucji oświatowej został Bogusław Kniewski pełniący równocześnie funkcję krewnego późniejszej wicedyrektor Izabeli Kniewskiej.

### XXI wiek
W ciągu 2002 roku na skutek ogólnopolskiej reformy systemu oświaty szkoła ta podległa przekształceniu w trzyletnie liceum ogólnokształcące, zaś trzy lata później lokalna rada powiatu wydała uchwałę, zgodnie z którą w tym samym roku zmieniono nazwę szkoły na tę obowiązującą do dzisiaj (I Liceum Ogólnokształcące im. Mikołaja Reja w Jędrzejowie). Rok później nastąpiła znacząca zmiana wyglądu budynku tej najstarszej jędrzejowskiej szkoły średniej. Zakończyła się I faza termomodernizacji budynku szkoły, w której wyniku został on ocieplony, ponownie pomalowany i podłączony do nowej sieci grzewczej, a oprócz tego przeprowadzono również wymianę wszystkich wchodzących w jego skład okien. W 2017 roku w piwnicach I Liceum Ogólnokształcącego im. Mikołaja Reja w Jędrzejowie odbyło się oficjalne otwarcie tzw. Sali Tradycji, gdzie składane są cenne pamiątki stanowiące materialne świadectwo kilkudziesięcioletniej historii tej szkoły. W 2019 roku I Liceum Ogólnokształcące im. Mikołaja Reja w Jędrzejowie odnotowało istotny spadek w rankingach zdawalności egzaminów maturalnych, straciło pozycję lidera w powiecie jędrzejowskim i wypadło z TOP 25 w województwie świętokrzyskim. W tymże roku dyrektor tej szkoły twierdził, że od kilku lat przyjmuje ona młodzież bez progów punktowych w odróżnieniu od np. kieleckich szkół, gdzie są stosowane progi punktowe, i słabszych uczniów. W ogólnopolskim rankingu czasopisma ,,Perspektywy'' z 2019 roku I Liceum Ogólnokształcące im. Mikołaja Reja w Jędrzejowie zajęło 611. miejsce, odnotowując tym samym spadek aż o 177 miejsc w porównaniu z wydaniem tego samego rankingu z 2018 roku. W kolejnym wydaniu rankingu ,,Perspektyw'', tj. tym z 2020 roku, szkoła ta uplasowała się na 784. pozycji, co jest równoznaczne ze spadkiem o następne 173 miejsca w porównaniu z rokiem 2019. W 2021 roku liceum odnotowało ponowny spadek w rankingach maturalnych odnoszących się do liceów ogólnokształcących i w skali powiatu jędrzejowskiego uplasowało się dopiero na trzecim miejscu po Liceum Ogólnokształcącym im. Bohaterów Powstania Styczniowego w Małogoszczu i II Liceum Ogólnokształcącym w Zespole Szkół nr 1 im. ks. Stanisława Konarskiego w Jędrzejowie. W 2021 roku I Liceum Ogólnokształcące im. Mikołaja Reja w Jędrzejowie nie znalazło się też w zestawieniu TOP 30 liceów w województwie świętokrzyskim z najlepszymi średnimi wynikami matur. W wydaniu rankingu czasopisma ,,Perspektywy'' z 2022 roku I Liceum Ogólnokształcące im. Mikołaja Reja w Jędrzejowie zajęło 966. miejsce, spadając tym samym o 279 lokat w porównaniu z wydaniem tego samego rankingu z 2021 roku. W 2022 roku liceum znów nie zajęło pierwszego miejsca w rankingu zdawalności egzaminów maturalnych w powiecie jędrzejowskim, ustępując II Liceum Ogólnokształcącemu w Zespole Szkół nr 1 im. ks. Stanisława Konarskiego w Jędrzejowie, i podobnie jak w 2021 roku nie znalazło się w zestawieniu TOP 30 liceów w województwie świętokrzyskim z najlepszymi wynikami matur. W 2023 roku I Liceum Ogólnokształcące im. Mikołaja Reja w Jędrzejowie po raz kolejny nie zajęło pierwszego miejsca w rankingu zdawalności matur w powiecie jędrzejowskim, ustępując tym razem miejsca II Liceum Ogólnokształcącemu w Zespole Szkół nr 1 im. ks. Stanisława Konarskiego w Jędrzejowie oraz Liceum Ogólnokształcącemu im. Bohaterów Powstania Styczniowego w Małogoszczu. W 2024 roku I Liceum Ogólnokształcące im. Mikołaja Reja w Jędrzejowie znalazło się poza rankingiem maturalnym liceów ogólnokształcących przygotowywanym przez czasopismo ,,Perspektywy''. W 2025 roku szkoła uplasowała się na trzeciej pozycji w rankingu zdawalności matur w powiecie jędrzejowskim, ustępując miejsca Liceum Ogólnokształcącemu w Małogoszczu oraz II Liceum Ogólnokształcącemu w Jędrzejowie. W tym samym roku I Liceum Ogólnokształcące im. Mikołaja Reja w Jędrzejowie znalazło się też poza TOP 30 liceów ogólnokształcących z najlepszymi wynikami matur w województwie świętokrzyskim.

## Znani absolwenci
- Stanisław Gomułka – profesor ekonomii, fundator sprzętu multimedialnego i księgozbioru do szkolnej biblioteki[1]
- Andrzej Kalinin – pisarz, publicysta[1]